# Depot I von Dieskau

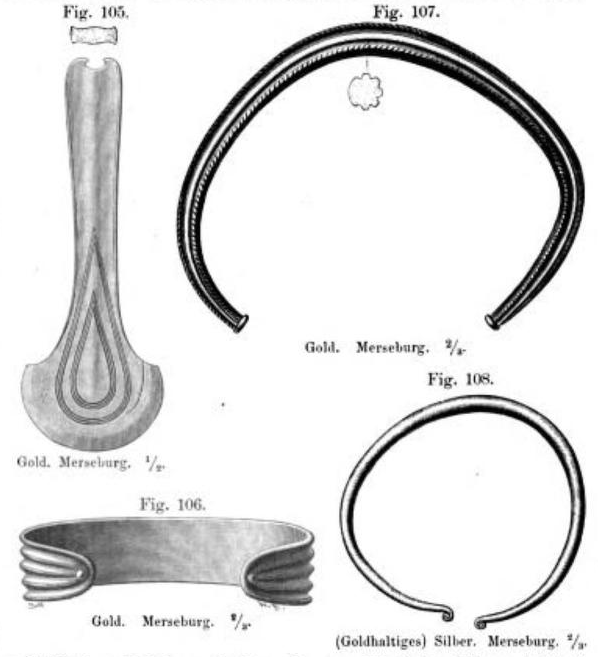
Vier der fünf erhaltenen Gegenstände aus dem Goldhort von Dieskau (der Armreif unten links ist doppelt vorhanden)

Das Depot I von Dieskau (auch Hortfund I von Dieskau oder Goldhort von Dieskau) ist vermutlich ein Depotfund der frühbronzezeitlichen Aunjetitzer Kultur aus Dieskau, einem Ortsteil der Gemeinde Kabelsketal im Saalekreis (Sachsen-Anhalt). Es datiert in die Zeit zwischen 2000 und 1700 v. Chr. Möglicherweise handelte es sich auch um Grabbeigaben.

## Fundgeschichte
Das Depot wurde vermutlich 1874 auf dem Rittergut Dieskau entdeckt. Nach Angaben des damaligen Besitzers Curt von Bülow wurde es im Flurstück „das saure Loch“ bei Drainagearbeiten von einem Arbeiter gefunden und unterschlagen. Der Arbeiter verkaufte die Fundstücke zunächst für einen geringen Preis an einen Trödler aus Schkeuditz und dieser verkaufte sie wiederum an den Juwelier F. F. Jost aus Leipzig. Von Bülow, der erst später von der Sache Kenntnis erhielt, verlangte von Jost eine Entschädigung. Jost behauptete, alle Gegenstände eingeschmolzen zu haben. Von Bülow brachte aber 1880 in Erfahrung, dass Jost von den 13 angekauften Stücken, für die er nach eigenen Angaben 3000 Mark bezahlt hatte, fünf an das Museum für Vor- und Frühgeschichte in Berlin weiterverkauft und dafür 800 Taler (2400 Mark) erhalten hatte. Von den übrigen acht Stücken behauptete Jost weiterhin, sie eingeschmolzen zu haben. Ob dies der Wahrheit entspricht oder ob sie anderweitig veräußert wurden, lässt sich nicht mehr feststellen.
Seit 1945 befinden sich die fünf erhaltenen Stücke als Beutekunst im Puschkin-Museum in Moskau. Im Landesmuseum für Vorgeschichte in Halle (Saale) sind originalgetreue Kopien der erhaltenen Gegenstände ausgestellt. Sie wurden vom 21. September 2018 bis 6. Januar 2019 als Leihgabe im Martin-Gropius-Bau in Berlin in der Ausstellung Bewegte Zeiten. Archäologie in Deutschland gezeigt, die aus Anlass des Europäischen Kulturerbejahres 2018 stattfand.
Bereits 1980 wurde die Möglichkeit erwogen, dass es sich nicht um ein Depot, sondern um ein Ensemble von Grabbeigaben handeln könnte. Berthold Schmidt und Waldemar Nitzschke brachten die Gegenstände mit dem von ihnen in einer Notgrabung untersuchten Grabhügel von Dieskau in Verbindung. Aufgrund einer fehlerhaften Lokalisierung der Fundstelle erscheint diese Hypothese mittlerweile jedoch unwahrscheinlich. Nach einer neueren Überlegung könnte es sich nach Harald Meller und Torsten Schunke auch um Grabbeigaben aus dem im 19. Jahrhundert zerstörten Grabhügel Bornhöck bei Raßnitz handeln, der in Sichtweite des vermeintlichen Fundplatzes der Goldgegenstände lag.
Die Gegend um Dieskau ist äußerst reich an Funden der Aunjetitzer Kultur. An anderen Stellen des Ortes wurden 1904 und 1937 zwei weitere bedeutende Hortfunde (Depot II und Depot III) mit Gegenständen aus Bronze und Bernstein entdeckt. Außerdem befinden sich hier neben den oben genannten noch weitere (im 19. Jahrhundert weitgehend abgetragene) Grabhügel, darunter bspw. der Hallberg zwischen Benndorf und Osmünde.

## Zusammensetzung
Das Depot bestand gemäß Curt von Bülow ursprünglich aus 13 Gegenständen mit einem Gesamtgewicht von vier preußischen Pfund (1868 g). Es handelt sich damit um den größten bekannten Goldhort der mitteldeutschen Frühbronzezeit.
Die fünf vom Museum für Vor- und Frühgeschichte in Berlin angekauften Gegenstände haben ein Gesamtgewicht von 635,5 g. Vier bestehen aus Gold: eine Beilklinge, zwei Armbänder und ein Armring; hinzu kommt ein Ösenhalsring aus Elektron.
Über die anderen acht Gegenstände liegen keine genaueren Informationen vor. Laut einem Akteneintrag könnte es sich unter anderem um Golddraht gehandelt haben. Sollte es sich tatsächlich um Grabbeigaben aus dem Bornhöck handeln, bietet sich ein Vergleich mit den Beigaben aus dem Fürstengrab von Leubingen und dem Fürstengrab von Helmsdorf an, die einander sehr ähnlich sind und ein recht striktes Muster bei den Grabausstattungen der Aunjetitzer Kultur erkennen lassen. Harald Meller und Kai Michel halten es aufgrund dieser Vergleichsbasis für denkbar, dass es sich bei den verlorenen Stücken um ein zweites Beil, zwei Dolche, zwei Ösenkopfnadeln, zwei Noppenringe und eine Spirale gehandelt haben könnte.

## Kulturgeschichtlicher Kontext
Die beiden Armbänder haben große Ähnlichkeit mit zwei Stücken aus dem Depot von Minice (Středočeský kraj, Tschechien; heute im Nationalmuseum in Prag). Dieser Depotfund belegt, dass auch im böhmischen Verbreitungsgebiet der Aunjetitzer Kultur eine starke gesellschaftliche Hierarchisierung bestand, wenngleich auch von dort keine Fürstengräber bekannt sind.
Zu dem Ösenhalsring aus Elektron existiert ein fast identisches Vergleichsstück aus Byblos (Libanon). Die beiden Ringe sind somit ein Beleg für weitreichende Handelsbeziehungen der Aunjetitzer Kultur. Einen weiteren Beleg liefert das Depot von Kyhna (Landkreis Nordsachsen, Sachsen): Zu diesem gehört eine geschlitzte bronzene Lanzenspitze, die große Ähnlichkeit zu Stücken aus der Ägäis aufweist.